# Izydor Chotiner
Izydor Chotiner, pierwotnie Iza(a)k Chotiner vel Chartiner (ur. 28 października 1874 w Kamionce Strumiłowej, zm. ?) – polski Żyd, doktor medycyny, podpułkownik lekarz Wojska Polskiego II Rzeczypospolitej.

## Życiorys
Urodził się 28 października 1874 w Kamionce Strumiłowej. W 1894 jako Isaac Chotiner zdał maturę w K. K. Gimnazjum im. Rudolfa w Brodach z językiem niemieckim wykładowym. Po maturze podjął studia medyczne. W latach 90. we Lwowie będąc studentem medycyny działał w żydowskim akademickim stowarzyszeniu „Byt”, w którym był wybierany członkiem wydziału 28 października 1894, 17 lutego 1895. Na przełomie XIX/XX w. jako Izaak Chotiner był słuchaczem studiów medycznych w Collegium Medicum Uniwersytetu Jagiellońskiego. Ukończył studia medyczne uzyskując tytuł naukowy doktora. Po 1904 postanowieniem Powiatowej Kasy Chorych w Sanoku został skierowany do pracy na stanowisku lekarza w Bukowsku, gdzie pracował jako lekarz w kolejnych latach (w tym około 1907, 1908 figurował także jako lekarz w Krakowie).
Jako lekarz pracował w Sanoku: w Szpitalu Powszechnym i prowadził praktykę prywatną przy ulicy Tadeusza Kościuszki. Na początku 1911, jako były lekarz okręgowy z Bukowska, przeniósł się do Sanoka i zamieszkał w domu adwokata dr. Eichla przy aptece obwodowej. W kolejnych latach figurował jako lekarz praktykujący w Sanoku. Był lekarzem oddziału w Sanoku Towarzystwa Wzajemnych Ubezpieczeń w Krakowie (ok. 1912/1914). W 1911 w jego domu zamieszkał dr Adolf Sass. W 1913 ponownie powróciwszy z Bukowska podjął pracę w Sanoku w domu Weinera.
W c. k. Obronie Krajowej w grupie nieaktywnych, został mianowany zastępcą asystenta lekarza z dniem 1 października 1900, następnie awansowany na stopień asystenta lekarza z dniem 4 stycznia 1904. Od 1900 pozostawał przydzielony w grupie wojskowych nieaktywnych 19 pułku piechoty we Lwowie. 22 marca 1912 został uwolniony przez trybunał C. K. Sądu Obwodowego w Sanoku z zarzutu usiłowania przekupstwa lekarza pułkowego 89 pułku piechoty dr. Eliasza w Jarosławiu (uprzednio skazanego, potem uniewinnionego i zrehabilitowanego). Podczas I wojny światowej został awansowany na stopień nadlekarza w stosunku ewidencji z dniem 18 sierpnia 1914, następnie na stopień lekarza pułkowego z dniem 28 kwietnia 1916.
Po zakończeniu wojny powrócił do Sanoka i od stycznia 1919 ordynował jako lekarz przy ulicy Zgody. Po odzyskaniu przez Polskę niepodległości został przyjęty do Wojska Polskiego. Został awansowany do stopnia majora lekarza ze starszeństwem z dniem 1 czerwca 1919. W 1923 jako oficer nadetatowy 10 batalionu sanitarnego w Przemyślu pełnił stanowisko starszego lekarza w 4 pułku piechoty Legionów w garnizonie Kielce. Następnie awansowany do stopnia podpułkownika lekarza ze starszeństwem z dniem 1 lipca 1923 i (w 1924, 1928 był zweryfikowany z lokatą 1.). W tym stopniu w 1924 jako oficer nadetatowy 1 batalionu sanitarnego służył w 15 pułku piechoty w Dęblinie. W 1928 ponownie był oficerem 4 pułku piechoty Legionów. Jako lekarz cywilny zarówno w 1922, jak i w 1928 pracował w Kielcach. W 1934 jako podpułkownik lekarz korpusu oficerów sanitarnych w stanie spoczynku był w kadrze zapasowej oficerów administracji i sanitarnych 10 Szpitala Okręgowego i był wówczas przydzielony do Powiatowej Komendy Uzupełnień Kielce.
Jego żoną była Regina z Plajzingerów. Podczas II wojny światowej i trwającej okupacji niemieckiej zamieszkiwał przy ulicy Potockiego 20 w Stryju. Według innych źródeł przebywał w getcie we Lwowie, gdzie jako lekarz internista był przydzielony do Judenratu.

## Ordery i odznaczenia
- Kawaler Orderu Franciszka Józefa z dekoracją wojenną (Austro-Węgry, 1917)[61][48]
- Brązowy Medal Zasługi Wojskowej „Signum Laudis” na wstążce Krzyża Zasługi Wojskowej (Austro-Węgry, przed 1916)[47], z mieczami (przed 1918)[48]